# Ugorsko
Ugorsko är en ort i Bosnien och Hercegovina.   Den ligger i entiteten Federationen Bosnien och Hercegovina, i den centrala delen av landet, i huvudstaden Sarajevo. Ugorsko ligger 624 meter över havet och antalet invånare är 903.
Terrängen runt Ugorsko är kuperad åt nordost, men åt sydväst är den platt. Runt Ugorsko är det ganska tätbefolkat, med 93 invånare per kvadratkilometer.. Närmaste större samhälle är Sarajevo, 4,3 km söder om Ugorsko. 
Runt Ugorsko är det i huvudsak tätbebyggt.